# Lloyd Fredendall
Lloyd Ralston Fredendall (Cheyenne, 28 de dezembro de 1883 – São Diego, 4 de outubro de 1963) foi um oficial militar do Exército dos Estados Unidos que lutou na Primeira Guerra Mundial e Segunda Guerra Mundial.
Fredendall entrou na Academia Militar dos Estados Unidos em West Point em 1905 após uma nomeação do senador Joseph Warren, que conhecia seu pai Ira Fredendall, também militar. Ele teve um desempenho tão ruim em matemática e mau comportamento na academia que acabou dispensado após um semestre. Sua mãe ficou furiosa e pressionou Warren para nomear seu filho novamente no ano seguinte, porém Fredendall foi dispensado outra vez.
Ele foi estudar no Instituto de Tecnologia de Massachusetts e fez a prova de oficial, ficando em primeiro lugar de setenta candidatos e sendo comissionado no exército como segundo-tenente de infantaria em fevereiro de 1907. Ele lutou na Primeira Guerra Mundial e depois ocupou vários cargos de instrutor e burocráticos até 1939.
Fredendall comandou as forças norte-americanas durante a Operação Tocha na Segunda Guerra Mundial e o II Corpo nos estágios iniciais da Campanha da Tunísia, liderando as forças dos Estados Unidos durante a desastrosa Batalha do Passo Kasserine. Ele foi considerado o principal culpado pela derrota e foi substituído no comando do II Corpo pelo general de brigada George S. Patton, voltando para casa. Fredendall mesmo assim foi promovido a tenente-general em junho de 1943, porém o general Dwight D. Eisenhower supostamente mais tarde se arrependeu de não ter rebaixado Fredendall.
Fredendall acabou encerrando sua carreira com honras, sendo recebido nos Estados Unidos como herói. Ele se aposentou em 1946 e morreu em outubro de 1963. Historiadores como Charles MacDonald e Carlo D'Este consideram Fredendall como um oficial inepto que fracassou em uma hora decisiva.